# 杭州恒隆广场
杭州恒隆广场是位于杭州市拱墅区武林广场的一个大型商业综合体，由一座10万平米的购物商场、五座甲级办公楼和一座奢華酒店—浙江省首家文華東方酒店組成。項目預計於2025年起分階段落成。

## 历史

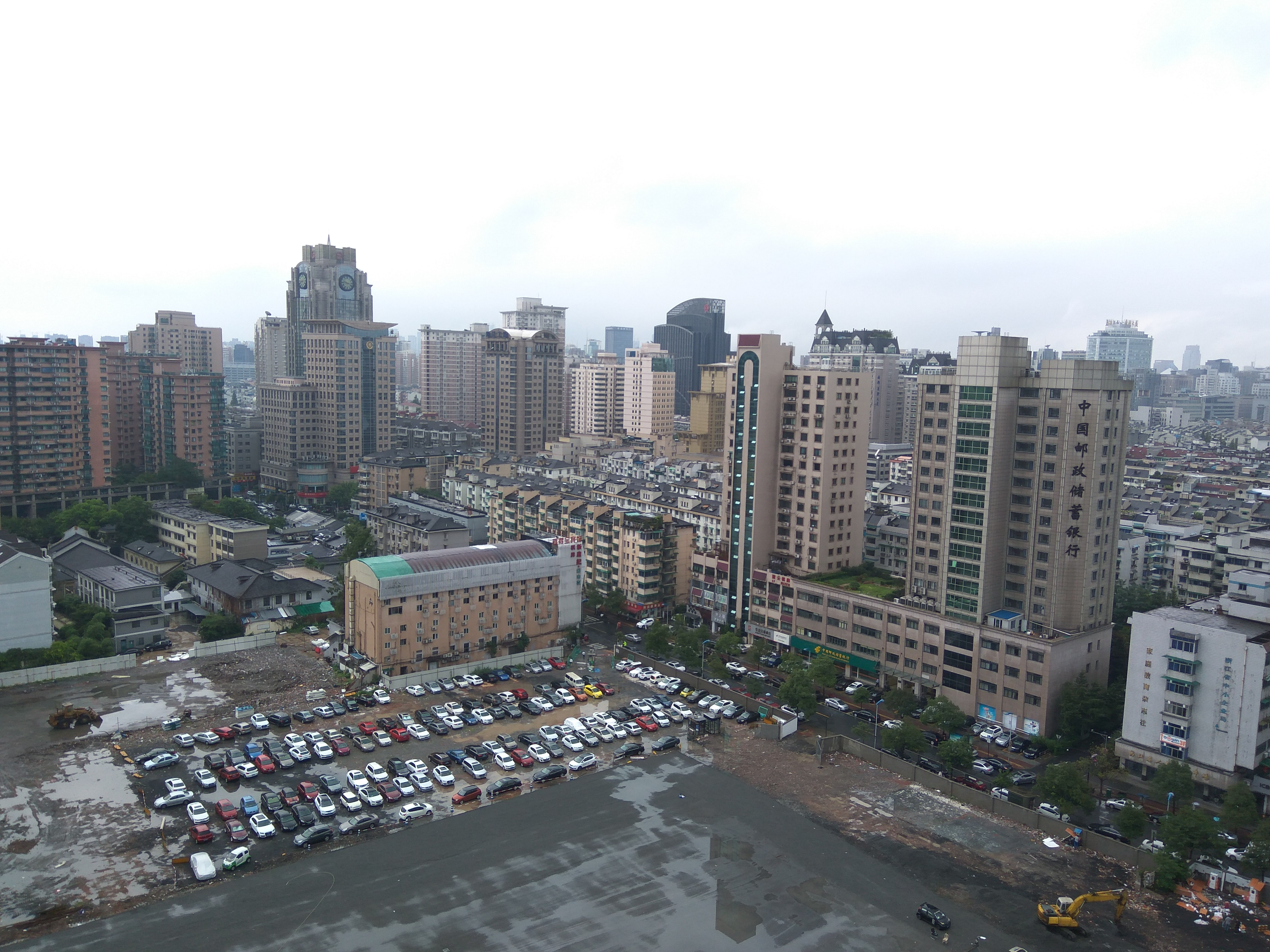
恒隆广场原址（2016年）

2018年5月香港恒隆集团以107.3亿元投得该地地块，为杭州土地出让史上的第一块百亿级商业用地，这是恒隆在中国内地的第11个地产项目，杭州是恒隆进入的第九座内地城市。项目由KPF设计，设计灵感来自西湖文化景观。总投资190亿元，总用地面积4.48万平米，总建筑面积39万平米，其中地上建筑面积19.41万平米，地下建筑面积19.56万平米。2019年9月17日开工，酒店預計於2026年下半年開業，項目其餘部分則計劃於2025年起分階段落成。
2025年7月10日，百大集团公告称在杭州百货大楼委托银泰百货管理期限（至2028年2月28日）届满后，由恒隆地产接手杭州百货大楼所在物业的出租权以用于本工程，租赁期限为自交付日起20年。